# Rhopalosiphum musae
Rhopalosiphum musae är en insektsart. Rhopalosiphum musae ingår i släktet Rhopalosiphum och familjen långrörsbladlöss. Inga underarter finns listade i Catalogue of Life.